# Jamshid Iskanderov
Jamshid Maxmudovich Iskanderov (ur. 16 października 1993 w Urgenczu) – uzbecki piłkarz występujący na pozycji pomocnika w drużynie Paxtakoru Taszkent.

## Kariera piłkarska
W Paxtakorze Iskanderov występuje od 2011 roku. Przez ten czas wygrał z klubem 3-krotnie mistrzostwo Uzbekistanu i raz puchar Uzbekistanu.

## Kariera reprezentacyjna
Iskanderov zadebiutował w reprezentacji Uzbekistanu 20 sierpnia 2014 roku w towarzyskim meczu zremisowanym 0-0 z reprezentacją Azerbejdżanu. Znalazł się w kadrze Uzbekistanu na Puchar Azji 2015. Jak do tej pory w narodowych barwach zaliczył 11 występów.
Stan na 8 lipca 2018
| Reprezentacja | Rok     | Mecze | Bramki |
| ------------- | ------- | ----- | ------ |
| Uzbekistan    | 2014    | 3     | 0      |
| Uzbekistan    | 2015    | 7     | 0      |
| Uzbekistan    | 2017    | 1     | 0      |
| Ogólnie       | Ogólnie | 11    | 0      |

## Sukcesy

### Paxtakor Taszkent
- Mistrzostwo Uzbekistanu: 2012, 2014, 2015
- Puchar Uzbekistanu: 2011